# История Амурской области
Одним из свидетельств древнейшего обитания человека на территории Амурской области является верхнепалеолитическая селемджинская культура (получила название по реке Селемдже) — 25—10 тыс. лет до н. э., которая ассоциируется с предками палеоазиатских народов. Для стоянки Усть-Ульма с комплексом микропластинчатой техники получены калиброванные даты около 23 300 лет назад. Керамика, выявленная на памятнике селемджинской культуры Усть-Ульма-1, датируется радиоуглеродным анализом органической составляющей формовочной массы в интервале 8900 — 12 590 лет назад. Самая ранняя дальневосточная керамика в России является плоскодонной.
В устье небольшой речки Громатуха (приток Зеи) на памятнике Громатуха была выделена неолитическая громатухинская культура. Керамика на Громатухе появилась ок. 15,5 тыс. лет назад. Ранняя плоскодонная керамика цилиндрической или усечённо-конической формы ранненеолитических объектов Хоутаомуга (ранненеолитический горизонт) и Шуанта в бассейне реки Нэньцзян (провинция Цзилинь) и стоянок в долине Амура довольно близка и сильно отличается от остродонной и круглодонной посуды Забайкалья, Японского архипелага и Южного Китая. На реке Зее близ села Черниговка находится ранненеолитический памятник громатухинской культуры Черниговка-на-Зее (Черниговка, поселение-1), ещё один громатухинский памятник найден у села Сергеевка на реке Амур. На Бурее находится ранненеолитическая стоянка громатухинской культуры Малые Куруктачи-1, датируемая возрастом 14 200—11 730 л. н. — ранним дриасом — переходом к аллерёдскопу потеплению. Характерные для громатухинской культуры предметы обнаружены на памятнике Новопетровка-2. Судя по липидному составу керамики со стоянки раннего неолита Громатуха в Среднем Приамурье, она использовалась для варки пищи из мяса животных, прежде всего жвачных — оленей, косуль, диких коз, и в небольшой степени — для приготовления лосося.
Кардинально отличаются о громатухинского комплекса артефакты так называемой новопетровской «культуры пластин» на Среднем Амуре, датируемые радиоуглеродным методом возрастом около 11—8 тыс. л. н. (ранний неолит) и составляющие одну археологическую общность с памятниками культуры Ананси на территории Северной Маньчжурии. Судя по  постепенному угасанию новопетровских памятников, население мигрировало на запад в бассейн реки Нэньцзян.
В эпоху позднего неолита распространяется осиноозёрская культура (4 тыс. до н. э.), носители которой обитали в лёгких конических жилищах (чум), занимались охотой и рыболовством (о чём свидетельствуют многочисленные находки галечных грузил и уникальный костяной гарпун с пятью зубцами из жилище №1 Осинового озера в Константиновском районе), изготавливали керамическую посуду и, возможно, практиковали земледелие (сообщение о факте обнаружения карбонизированных зёрен проса в очажном заполнении одного из жилищ на Осиновом озере), значительного числа пестов и зернотёрок. Неолитические осиноозёрские памятники были обнаружены близ грунтового Троицкого могильника на мысу надпойменной террасы реки Белой (Озеро Табор, Ивановский район), на горе Шапка в Поярковском районе, в устье реки Громатуха, в районе села Михайловка Благовещенского района.
В Приамурье медный и бронзовый век фактически не фиксируются на памятниках 3 — начала 2 тыс. до н. э. Изготовленные из меди и бронзы единичные вещи (украшения, ножи) не определяли образ жизни народов Амура.
В конце 2 — начале 1 тыс. до н. э. в Приамурье начинают переходить к использованию железных орудий и технологиям добычи железа из хорошо доступной в условиях региона болотной руды. Урильская культура раннего железного века, открытая на Среднем Амуре на острове Урильском, существовала в XII—IV веках до н. э. Главным  занятием  урильцев было  земледелие, но, вместе с тем, они также занимались и скотоводством — разводили свиней. Большое значение для них имело рыболовство и охота. 
Стоянки талаканской культуры в Западном Приамурье синхронны польцевской культуре в Восточном Приамурье и датируются началом IV века до н. э. — III веком нашей эры.
Михайловская культура (от Михайловского городища на реке Завитой в Западном Приамурье) существовала в III—VIII веках. Памятник михайловской культуры «Черниговка, селище-5» был открыт в ходе археологической разведки в пределах земельных участков проектируемого «Амурского газохимического комплекса» в Свободненском районе. На селище найдены не плоскодонные (характерные для «оседлой» михайловской культуры), а круглодонные сосуды, но с характерным для михайловской культуры вафельным орнаментом, и, впервые для михайловских памятников, — мелкая скульптурная пластика. Круглодонную керамику лепили племена, которые постоянно мигрировали.
У образца bla001 (1344—1270 л. н., VII век) со стоянки Oktyabr'skoe (burial 2) в Константиновском районе определили Y-хромосомную гаплогруппу C2a2-M217>MPB373/L1373>F1756 (ISOGG 2019) и митохондриальную гаплогруппу D4e4a.
В VI—VII веке территорию Приамурья заселил земледельческий народ мукри (мохэ), который выращивал просо и пшеницу, а также разводил свиней и лошадей и сгонял михайловцев со своих мест. Было развито у них кузнечное дело и гончарство. Жили они в крупных посёлках из землянок. В Западном Приамурье известны 3 группы мохэских памятников: михайловская, гладковская и троицкая. На основе мохэ сформировались племена чжурчжэней, которые сохраняли свои связи с территорией Маньчжурии. Конец эпохе чжурчжэней положило монгольское завоевание XIII века.
После монгольского нашествия в Приамурье появляются дауры, которые жили большими родами и управлялись князьями. Именно они первыми в Приамурье встретили русских землепроходцев и оказали им сопротивление. На археологических памятниках «Черниговка. Селище-8» и «Черниговка. Городище-2» материалы XIV—XVII веков относятся к владимировской культуре.
В 1644 году в Приамурье с территории Якутии вторгся экспедиционный отряд Василия Пояркова, который напугал местных жителей случаями каннибализма. Вторую русскую экспедицию в 1650 году предпринял Ерофей Хабаров, однако местные дауры призвали на помощь маньчжуров. Тем не менее русским удалось на несколько десятилетий закрепиться в Приамурье, создав Албазинское воеводство. Власть маньчжуров была закреплена Нерчинским договором. В XIX веке маньчжурский Китай ослаб и Приамурье по Айгунскому договору перешло под власть России. Здесь в результате амурских сплавов был основан Благовещенск и была основана Амурская область Российской империи, которую колонизировали забайкальские казаки, образовавшие здесь отдельное войско.
В годы Гражданской войны в Приамурье вспыхнул Гамовский мятеж. В 1920 году Амурская область вошла в состав Дальневосточной республики.
В 1922 году Амурская область переименована в Амурскую губернию. Недовольные практикой расказачивания местные казаки в 1924 году подняли восстание.
4 января 1926 года Амурская губерния и её уезды были ликвидированы. Их территория стала частью нового Дальневосточного края (в виде Амурского и Зейско-Алданского округов). 30 июля 1930 года Амурский и Зейский округа, как и большинство остальных округов СССР, были упразднены. Их районы отошли в прямое подчинение Дальневосточного края.
20 октября 1938 года Указом Президиума Верховного Совета СССР Дальневосточный край был разделён на Хабаровский и Приморский. Хабаровский край состоял из Хабаровской, Амурской, Нижнеамурской, Сахалинской, Камчатской (с Корякским и Чукотским национальными округами) областей, Еврейской АО и трёх северных районов, непосредственно подчинённых крайисполкому.
В 1948 году из состава Хабаровского края была выделена Амурская область.
В годы сталинских репрессий на территории края действовал Бамлаг и Амурлаг.